# Myzus persicae
Myzus persicae (ou Myzodes persicae) é o nome científico de um afídio vulgarmente conhecido como pulgão-verde-do-pessegeiro ou pulgão-do-pessegueiro (com as variantes afídeo, afídio e piolho, no lugar de "pulgão" no seu nome composto). É uma espécie ubíqua (encontra-se vastamente distribuído por todo o mundo), propagando-se facilmente, seja por acção humana (através do transporte de espécies vegetais), como pelo vento, conseguindo espalhar-se por longas distâncias. Constitui uma série praga na fruticultura, principalmente devido à sua capacidade para transmitir vírus de plantas.

## Descrição
Se, durante o ano, conseguir encontrar sempre plantas hospedeiras, não necessita de recorrer à reprodução sexuada e consequente postura de ovos. Contudo, se tal não acontecer, os ovos são postos pelas formas sexúparas em plantas do género Prunus. No início da Primavera, as ninfas vão alimentar-se da seiva das flores, folhas e caules. No Verão, dispersam-se por entre outras culturas.
Os ovos têm uma coloração verde ou amarela, tornando-se rapidamente negros. De forma elíptica, medem cerca de 0,6 mmm de comprimento e 0,3 mm de largura. As formas aladas, com grandes asas translúcidas, que geralmente aparecem oito gerações após o nascimento das primeiras fêmeas virginíparas têm cabeça e tórax negros, com um abdómen verde-amarelado e uma grande mancha dorsal. Colonizam, durante a época favorável, quase todas as espécies de planta disponíveis, dando origem a algumas fêmeas numa planta e passando logo a outra, advindo daí a sua grande capacidade como vectores de doenças. As formas ápteras que se desenvolvem nos hospedeiros secundários costumam ser esverdeadas ou amareladas, com sifúnculos moderadamente longos e com a mesma cor do corpo. As ninfas que dão origem às fêmeas aladas (que aparecem quando a qualidade do alimento se deteriora) podem ter o corpo rosado.